# Emanuel Cățe
Emanuel Cate (apellido en rumano: Cațe, /ˈka.tse/) nacido el 30 de julio de 1997 en Bucarest) es un jugador de baloncesto rumano, que juega en la posición de pívot en el equipo del UCAM Murcia CB de la Liga Endesa.

## Características como jugador
Es un jugador alto, que puede actuar en las dos posiciones interiores y gracias al físico que posee le acompaña gran talento. Puede ofrecer muchas soluciones en situaciones de recibir de espaldas, así como abrir el campo gracias a su acierto en el lanzamiento exterior.

## Trayectoria deportiva
El jugador nacido en Bucarest inició su trayectoria en categorías inferiores en el Dan Daciam de su ciudad natal, desde donde llegó al Real Madrid en la temporada 13-14 tras destacar con la selección de su país en el Europeo Sub-16. Las dos campañas en que ha militado en el baloncesto nacional se ha adjudicado el título del Campeonato de España de la categoría con el júnior madridista del técnico Paco Redondo.
La temporada 2014-15 dio un nuevo paso en su formación compatibilizando el equipo júnior con el filial madridista que milita en la Liga EBA, donde rayó también a buen nivel, con promedios de 7,1 puntos y 5,1 rebotes en 27 encuentros disputados. Aparte de campeón de España, con la formación madridista se proclamó campeón de la Euroliga junior en la final disputada precisamente en Madrid.
En dicho torneo, Cate fue designado como uno de los integrantes del quinteto ideal. Además, se adjudicó el título del prestigioso Torneo de L'Hospitalet durante dos temporadas consecutivas. En la campaña 13-14 alcanzó también la final de la Euroliga júnior.
En 2015, Cate es cedido al CB Sevilla por el Real Madrid. El club sevillano acuerda con el Real Madrid la cesión por una temporada con opción a otra del ala-pívot rumano.
El 4 de julio de 2022, firma por el U-BT Cluj-Napoca de la Liga Națională, la máxima competición de Rumanía.
El 15 de julio de 2024, firma por el Bàsquet Manresa de la Liga Endesa. 
El 8 de julio de 2025, firma por el UCAM Murcia de la liga ACB española.